# یوها ریسانن
یوها ریسانن (فنلاندی: Juha Rissanen؛ زادهٔ ۱۳ نوامبر ۱۹۵۸) بازیکن فوتبال اهل فنلاند بود.
از باشگاه‌هایی که در آن بازی کرده‌است می‌توان به باشگاه فوتبال کوپیون پالوسئورا اشاره کرد.
وی همچنین در تیم ملی فوتبال فنلاند بازی کرده‌است.